# Erlang (programovací jazyk)

LYME je založena na Erlang a poskytuje alternativu k LAMP

Erlang je multiparadigmatický programovací jazyk, specializovaný pro tvorbu distribuovaných, vysoce dostupných aplikací, odolných proti selhání. Sekvenční podmnožina jazyka je založena na funkcionálním paradigmatu s dynamickou typovou kontrolou. Erlang obsahuje jazykové konstrukty pro rychlou a snadnou tvorbu procesů, jejich vzájemnou komunikaci a správu.
Joe Armstrong, Robert Virding a Mike Williams navrhli a vyvinuli první verzi jazyka v roce 1986. Původně se jednalo o proprietární jazyk společnosti Ericsson, v roce 1998 byl uvolněn jako open source.

## Kód
Zápis jazyka vypadá takto:
```
-
module
(
fact
).

-
export
([
fac
/
1
]).

fac
(
0
)
 
->
 
1
;

fac
(
N
)
 
when
 
N
 
>
 
0
 
->
 
N
 
*
 
fac
(
N
-
1
).

```

Implementace algoritmu Quicksort:
```
%% quicksort:qsort(List)

%% Sort a list of items

-
module
(
quicksort
).

-
export
([
qsort
/
1
]).

qsort
([])
 
->
 
[];

qsort
([
Pivot
|
Rest
])
 
->

    
qsort
([
 
X
 
||
 
X
 
<-
 
Rest
,
 
X
 
<
 
Pivot
])
 
++
 
[
Pivot
]
 
++
 
qsort
([
 
Y
 
||
 
Y
 
<-
 
Rest
,
 
Y
 
>=
 
Pivot
]).

```